# داون ریچارد (خواننده)
داون ریچارد (انگلیسی: Dawn Richard؛ زادهٔ ۵ اوت ۱۹۸۳) یک موسیقی‌دان اهل ایالات متحده آمریکا است. وی از سال ۲۰۰۵ میلادی تاکنون مشغول فعالیت بوده‌است.